# Чертальдо
Чертальдо (італ. Certaldo) — муніципалітет в Італії, у регіоні Тоскана,  метрополійне місто Флоренція.
Чертальдо розташоване на відстані близько 220 км на північний захід від Рима, 32 км на південний захід від Флоренції.
Населення — 16 083 особи (2014).

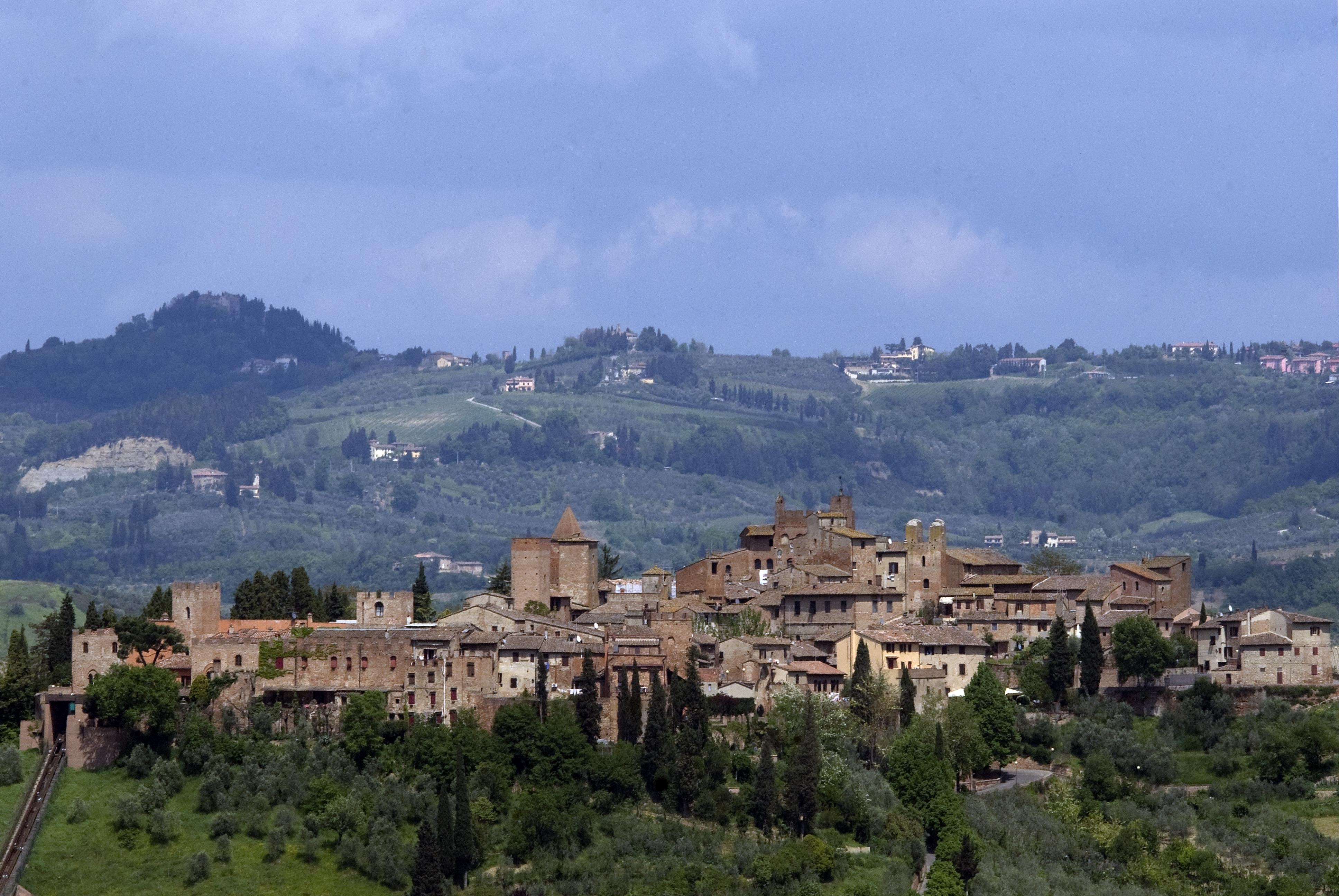

Щорічний фестиваль відбувається 3 липня. Покровитель — San Tommaso apostolo.

## Демографія
Населення за роками:

Станом на 1 січня 2023 року в муніципалітеті офіційно проживали 1594 іноземці з 76 країн, серед них 377 громадян країн Євросоюзу та 35 громадян України.

## Сусідні муніципалітети
- Барберино-Валь-д'Ельса
- Кастельфьорентіно
- Гамбассі-Терме
- Монтеспертолі
- Сан-Джиміньяно
- Таварнелле-Валь-ді-Пеза